# Suan Mokkh

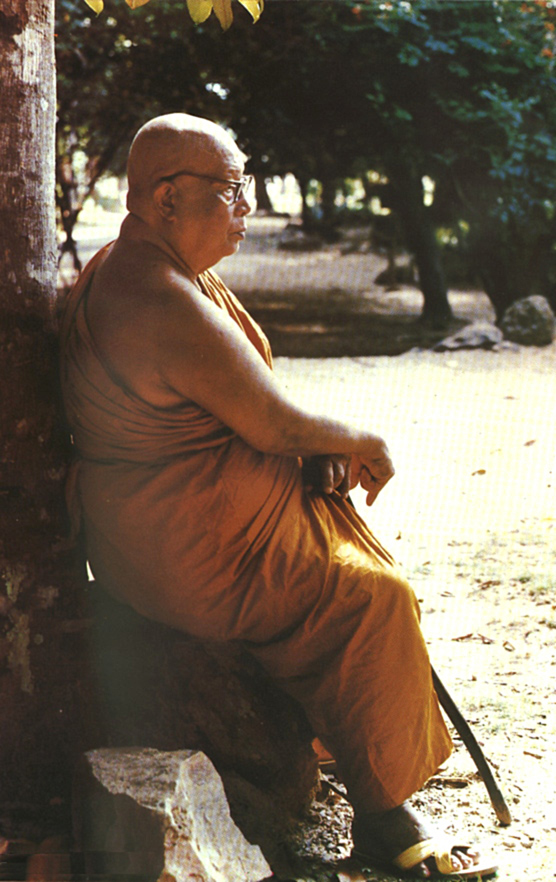
Bhikkhu Buddhadasa - założyciel Suan Mokkh

Suan Mokkh ("Ogród Wyzwolenia"; pełna nazwa to Suan Mokkhabalarma - "Ogród Potęgi Wyzwolenia") – określenie tradycji i watu (klasztoru) założonego przez buddyjskiego mnicha w tradycji theravāda - bhikkhu Buddhadasy, w 1932 roku (2475 rok ery buddyjskiej).

## Wat Suan Mokkh
Klasztor założył bhikkhu Buddhadasa po swym powrocie z Bangkoku około roku 1932. Porzucił on wtedy zatłoczone i według Buddhadasy skorumpowane klasztory. Początkowo zaczął praktykować samotnie w klasztorze położonym nieopodal jego rodzinnego Phumriang. Jego praktyka nawiązywała do pierwotnego buddyzmu: koncentracja na szczodrych czynach (pāli. dana), unikania krzywdzenia innych (pāli. mettā - dobra wola, karuṇā - współczucie, ahiṃsā - "niekrzywdzenie"), oczyszczaniu i ćwiczeniu umysłu (pāli. samādhi - skupienie). Wat został utworzony kiedy jego metody zaczęły zyskiwać sobie zwolenników. Wraz ze wzrostem popularności w kraju i za granicą wat musiał zostać powiększony. Około 1995 roku został on przeniesiony z okolic Phumriang do Surat Thani.

### Położenie i informacje
Wat Suan Mokkh leży około 640 km na południe od Bangkoku, w dzisiejszym dystrykcie Chaiya, w miejscowości Surat Thani (około 50 km od miasta Chaiya).
Adres:
Surat Thani 84110

Amper Chaiya

Tajlandia  / Thailand
Klasztor zajmuje 300 rai (120 akrów) lasu u podnóża Nang A Mountam. Składa się z sali spotkań, botu u podnóża Wzgórza Złotego Buddy i kamiennego ogrodu. Przebywa tam około 40-70 bhikkhu (mnichów), około 15-25 samānerów (nowicjuszy), czasami kilka mniszek, 15-20 świeckich Tajów i około 15-25 zagranicznych rezydentów (liczby się zmieniają w zależności od sezonu).

## Nauki Suan Mokkh
Bhikkhu Buddhadasa stworzył podstawy nauk dzisiaj określanych jako ekologia umysłu i socjalizm dhammiczny (obecnie rozwijany przez bhikkhu Santikaro). Praktyka Dharmy ma ułatwić wyzwolenie się od tyranii "ego" - co pozwala na życie w pokoju (skutkując Nirwaną) i bycie użytecznym (służyć Dharmie i społeczeństwu). Tak też zaleca się praktykowanie odrzucenia egoizmu we wszystkim co się robi: w medytacji, pracy, studiach, rozmowie, śnie i wszelakich aktywnościch życiowych. Suan Mokkh nie jest po prostu "centrum medytacyjnym" - ludzie tam nie tylko medytują. Jak piszą tamtejsi nauczyciele: "jest to Ogród Wyzwolenia, miejsce studiowania i praktykowania Dharmy w sposób całościowy". Wnikliwe studia nad tekstami pālijskimi są tu podstawą praktyki. Radosna pomoc innym pozostaje w ścisłym związku z praktyką. Kultywowanie Właściwego Zrozumienia i Właściwego Dążenia na ścieżce medytacji samatha i vipassanā ma prowadzić do wyzwolenia. Każda z praktykująca osoba powinna łączyć naukę, pomoc innym i skupienie. Wraz ze wzrostem uważności, wiedzy tymczasowe uwolnienie ma się przekształcić w pełne wyzwolenie.